# Pielęgniarka i Położna
Pielęgniarka i Położna – czasopismo Związku Zawodowego Pracowników Służby Zdrowia powstałe w 1958 r., przeznaczone dla pielęgniarek i położnych, redagowane przez kolegium. Pismo powstało z połączenia czasopism Pielęgniarka Polska i Położna (wydawana od 1951 r.).
Zamieszczane są w nim artykuły z dziedziny medycyny, pielęgniarstwa i położnictwa.